# Fridolf i lejonkulan
Fridolf i lejonkulan är en svensk komedifilm från 1933 i regi av Weyler Hildebrand. Den bygger på Konrad Marils pjäs Clown mot sin vilja.

## Handling
Skräddaren Fridolf hamnar efter ett samtal med cirkusdirektör Trivio på Cirkus. Där får han uppträda som clown.

## Om filmen
När filmen spelades in kunde man inte få alla cirkusdjuren in i studion. Därför byggde man upp en cirkusmiljö i en tom cementfabrik. Filmen hade premiär 11 mars 1933 på biograferna Plaza och Astoria i Stockholm och på Palladium i Malmö och Palladium i Göteborg. Bland den musik som lanserades i filmen ingick den populära schlagern "Det är jag som går vägen uppför stegen".

## Rollista i urval

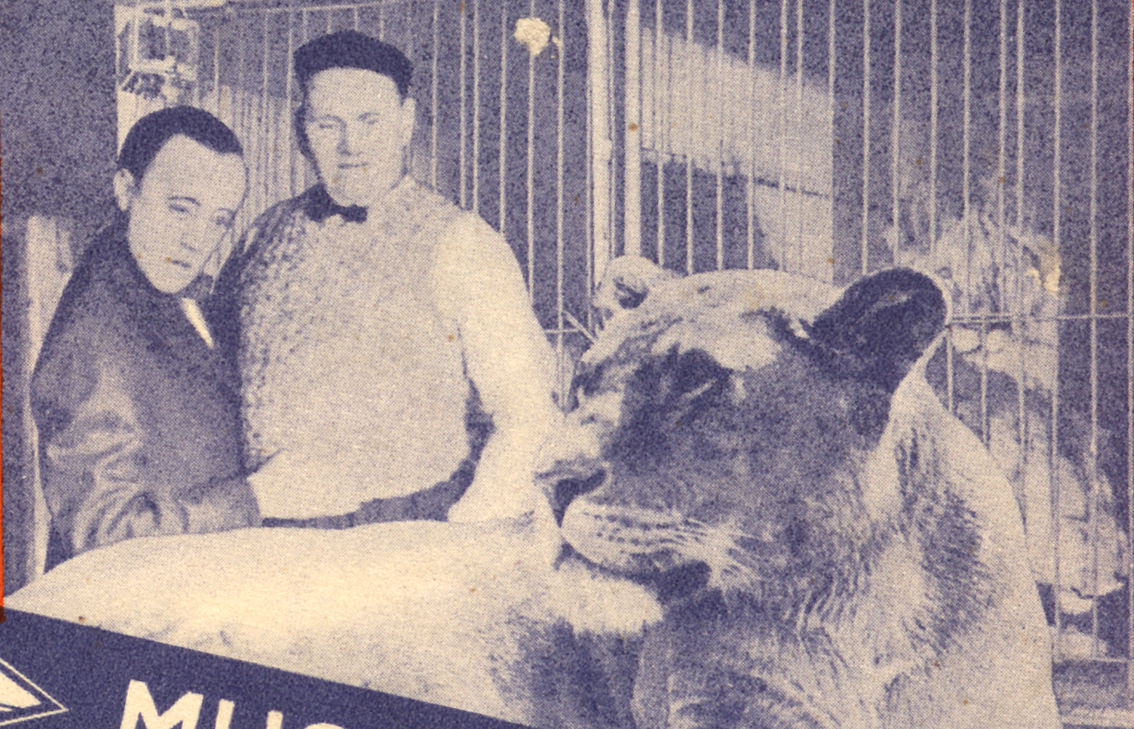
Stillbild från den scen i filmen då Fridolf Rhudin (längst t v) bokstavligen hamnat i lejonkulan.

- Fridolf Rhudin - Fridolf Rutger Svensson
- Weyler Hildebrand - Kommissarie Göransson
- Rut Holm - Beda
- Gueye Rolf - Ludmila
- Björn Berglund - Erik
- Aino Taube - Margit Vedholm
- Julia Cæsar - Mrs. Jonsson
- Erik Petschler - Cirkusdirektör Trivio